# Efraín Cortés
Efraín Cortés Grueso (ur. 10 lipca 1984 we Floridzie) – kolumbijski piłkarz występujący na pozycji środkowego obrońcy.

## Kariera klubowa
Cortés jest wychowankiem słynnej akademii juniorskiej Boca Juniors de Cali, skąd w późniejszym czasie przeniósł się do jednego z najbardziej utytułowanych klubów w kraju – América Cali. Tam nie zdołał się jednak przebić do pierwszej drużyny i profesjonalną karierę rozpoczynał w niżej notowanym zespole Deportes Quindío z miasta Armenia. W jego barwach zadebiutował w Categoría Primera A jako dwudziestolatek w 2004 roku, zaś premierowego gola w najwyższej klasie rozgrywkowej strzelił 23 października 2005 w wygranym 1:0 spotkaniu z Realem Cartagena. W Quindío występował bez większych sukcesów przez trzy lata, po czym przeniósł się do Millonarios FC ze stołecznej Bogoty, gdzie szybko wywalczył sobie pewne miejsce na środku obrony. Ogółem w Millonarios również grał przez trzy lata, będąc czołowym stoperem ligi kolumbijskiej, po czym zasilił ekipę Deportivo Cali. W 2010 roku jako podstawowy zawodnik zdobył z nią puchar Kolumbii – Copa Colombia.
Wiosną 2011 Cortés przeszedł do meksykańskiego klubu Querétaro FC, w którego barwach 8 stycznia 2011 w zremisowanej 2:2 konfrontacji z Tigres UANL zadebiutował w tamtejszej Liga MX. Od razu został podstawowym stoperem zespołu i premierowego gola w lidze meksykańskiej strzelił 29 stycznia tego samego roku w wygranym 1:0 meczu z Necaxą. Barwy Querétaro reprezentował przez dwa lata, nie odnosząc jednak poważniejszych osiągnięć i głównie walcząc o utrzymanie w lidze, po czym został zawodnikiem urugwajskiego giganta – drużyny Club Nacional de Football ze stołecznego Montevideo. W urugwajskiej Primera División zadebiutował 24 lutego 2013 w przegranym 0:1 pojedynku z Defensorem Sporting i jako podstawowy piłkarz występował w Nacionalu przez pół roku. W lipcu 2013 powrócił do Meksyku, podpisując umowę z tamtejszą ekipą CF Pachuca, z którą będąc jednym z ważniejszych graczy zdobył tytuł wicemistrza kraju w wiosennym sezonie Clausura 2014.
W lipcu 2014 Cortés przeniósł się do zespołu Puebla FC.
| Sezon     | Klub                      | Kraj     | Rozgrywki        | Mecze | Bramki |
| --------- | ------------------------- | -------- | ---------------- | ----- | ------ |
| 2004      | Deportes Quindío          | Kolumbia | Liga Águila      |       | 0      |
| 2005      | Deportes Quindío          | Kolumbia | Liga Águila      |       | 1      |
| 2006      | Deportes Quindío          | Kolumbia | Liga Águila      |       | 0      |
| 2007      | Millonarios FC            | Kolumbia | Liga Águila      | 26    | 0      |
| 2008      | Millonarios FC            | Kolumbia | Liga Águila      | 27    | 2      |
| 2009      | Millonarios FC            | Kolumbia | Liga Águila      | 21    | 0      |
| 2010      | Deportivo Cali            | Kolumbia | Liga Águila      | 26    | 0      |
| 2010/2011 | Querétaro FC              | Meksyk   | Liga MX          | 17    | 1      |
| 2011/2012 | Querétaro FC              | Meksyk   | Liga MX          | 23    | 1      |
| 2012/2013 | Querétaro FC              | Meksyk   | Liga MX          | 10    | 0      |
| 2012/2013 | Club Nacional de Football | Urugwaj  | Primera División | 11    | 0      |
| 2013/2014 | CF Pachuca                | Meksyk   | Liga MX          | 24    | 0      |
| 2014/2015 | Puebla FC                 | Meksyk   | Liga MX          |       |        |